# Punto caliente de Reunión

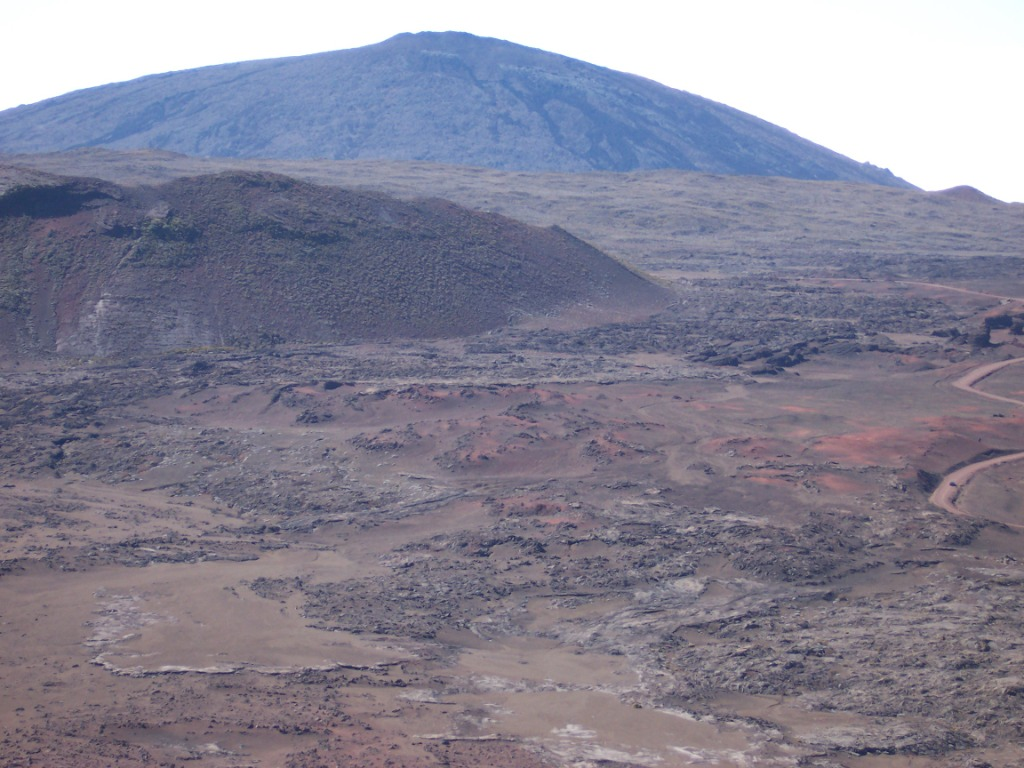
Pitón de la Fournaise, un volcán en escudo activo formado por el punto caliente de la Reunión

El punto caliente de Reunión  es un punto caliente volcánico que se encuentra actualmente bajo la isla Reunión en el océano índico. La cordillera Chagos-Laquedivas y la parte sur de la meseta de las Mascareñas son huellas volcánicas del punto caliente de la Reunión.
Se cree que este punto caliente ha estado activo durante más de 65 millones de años. Se cree que una enorme erupción de este punto caliente hace 65 millones de años formó las escaleras del Decán, un vasto lecho de lava basáltica que cubre parte de la India central, y abrió una grieta que separó la India de la meseta Seychelles. La erupción de las escaleras del Decán coincidió aproximadamente con la antípoda del impacto de Chicxulub y la extinción masiva del Cretácico-Paleógeno, que provocó la desaparición de los dinosaurios. Existe una considerable especulación sobre si los tres eventos estuvieron relacionados.
A medida que la placa India se desplazaba hacia el norte, el punto caliente continuó perforando la placa, creando una cadena de islas volcánicas y mesetas submarinas. Las islas Laquedivas, las Maldivas, y el archipiélago de Chagos son atolones que descansan sobre antiguos volcanes creados hace 45-60 millones de años que posteriormente quedaron sumergidos en el mar. Hace aproximadamente 45 millones de años, la cordillera India Central  el punto caliente, y este pasó bajo la placa Africana.
El punto caliente de Reunión parece haber estado relativamente tranquilo desde hace 45 a 10 millones de años, cuando se reanudó su actividad, creando las islas Mascareñas, que incluyen Mauricio, Reunión, y Rodrigues. Mauricio y la cordillera Rodrigues fueron creadas hace 8-10 millones de años, y Rodrigues y las islas Reunión en los últimos dos millones de años. El Pitón de la Fournaise, un volcán en escudo en el extremo sureste de Reunión, es uno de los volcanes más activos del mundo, que entró en erupción por última vez en octubre de 2019.